# Flüstern des Meeres – Ocean Waves
Flüstern des Meeres – Ocean Waves (jap. 海がきこえる, Umi ga kikoeru, übersetzt „Ich kann das Meer hören“) ist ein Anime-Film aus dem Jahr 1993. Studio Ghibli schuf den Film für das japanische Fernsehen. Der Fernsehsender NTV war an der Produktion beteiligt. 
Bei diesem Film hat Studio Ghibli versucht, ihn von seinen jüngeren Mitgliedern produzieren zu lassen, zu geringeren Kosten, aber am Ende überschritt der Film doch sein Budget und die Produktion dauerte länger als geplant.
Der Regisseur war Tomomi Mochizuki (望月 智充). Die Musik komponierte Shigeru Nagata (永田 茂). Die Erzählung folgt der gleichnamigen japanischen Erzählung Umi ga kikoeru von Saeko Himuro (氷室 冴子).

## Handlung
Als die attraktive siebzehnjährige Schülerin Rikako Mutō (武藤 里伽子, Mutō Rikako) aus Tokio neu in eine Schulklasse in Kōchi auf Shikoku kommt, spannt sich die Situation zwischen den langjährigen Freunden Taku Morisaki (杜崎 拓, Morisaki Taku) und Yutaka Matsuno (松野 豊, Matsuno Yutaka) schnell an, denn es entwickelt sich ein Dreiecksverhältnis zwischen ihnen.
Rikako, die anfangs sehr arrogant und unnahbar wirkt, gelingt es nicht, sich in die Klasse zu integrieren. Es zeigt sich, dass sie innerlich unsicher ist und unter der Trennung ihrer Eltern leidet. Während einer Klassenfahrt nach Hawaii leiht sich Rikako 60.000 Yen (etwa 485 Euro) von Taku. Dieser ist zunächst skeptisch, willigt allerdings ein, da sie ihm erzählt, sie sei bestohlen worden. Taku erfährt später, dass Yutaka ihr weitere 20.000 Yen geliehen hat. Wenig später freundet sich Yumi Kohama (小浜 祐美, Kohama Yumi) mit Rikako an. Monatelang wartet Taku auf sein Geld.
Während der Goldenen Woche ruft Yumi bei Taku an und erzählt ihm, dass Rikako mit ihr nach Tokio fliegen will, obwohl sie eigentlich planten, nach Osaka zu einem Konzert zu fliegen. Taku merkt, dass das Geld für diese Tickets bestimmt war und fühlt sich hintergangen. Als er Rikako am Flughafen zur Rede stellt, erzählt diese ihm, dass sie das Geld braucht, um ihren Vater zu besuchen, da ihre Mutter ihr den Kontakt zu ihm untersagt hat. Taku begleitet sie an Yumis Stelle nach Tokio, wo Rikako nach einem Streit mit ihrem Vater in Takus Hotelzimmer auftaucht, denn ihr Vater ist eine neue Beziehung eingegangen und hat zudem die Wohnung umgestaltet. Taku wird von ihr überredet und übernachtet in der Badewanne, während Rikako im Bett schläft.
Als Yutaka von dem gemeinsamen Trip nach Tokio erfährt, packt ihn die Eifersucht. Die Freundschaft der beiden leidet immer mehr. Unterdessen wird Rikako immer verschlossener. Sie verweigert Gruppenaktivitäten in der Schule, wird aber dafür zu einer der besten Schülerinnen. Die Mitschüler sind von Rikakos Eigenbrötlerei nicht begeistert und stellen sie zornig zu Rede. Taku beobachtet alles aus der Ferne, ohne ihr zu helfen, wofür er eine Ohrfeige kassiert. Yutaka ist sich inzwischen sicher, dass  zwischen den beiden was läuft und kündigt Taku nach einem Faustschlag ins Gesicht die Freundschaft.
Nach dem Schulabschluss geht Taku nach Tokio und Yutaka nach Kyoto aufs College. Rikako bleibt angeblich in Kōchi. Als Taku für ein Klassentreffen nach Kōchi zurückkommt, holt Yutaka ihn überraschend vom Flughafen ab. Während der Fahrt sprechen sie sich aus und entschuldigen sich gegenseitig für ihr Verhalten. Während des Klassentreffens lässt Taku die Vergangenheit Revue passieren und merkt, dass er etwas für Rikako empfindet. Wenig später erfährt er, dass Rikako in Wahrheit in Tokio das College besucht. Als sich beide am Bahnhof begegnen, merkt er, dass er schon immer verrückt nach Rikako war.

## Veröffentlichungen
Der Film The Ocean Waves erschien in Japan 1993 auf NTV und später im Jahr dann auch auf Laserdisc. Er blieb lange nur in Japan bekannt.
Seit 2003 ist in Japan auch eine Ausgabe auf DVD erhältlich. Auch in Deutschland ist der Film unter dem Namen Flüstern des Meeres – Ocean Waves am 9. Oktober 2009 bei Universum Anime auf DVD erschienen. Super RTL strahlte den Film am 11. Juni 2011 erstmals im deutschen Free-TV aus.

### Synchronisation
Die Synchronarbeiten fanden erst 2009 bei der Berliner Synchron statt. Ulrike Lau schrieb das Dialogbuch und führte die Dialogregie.
| Rolle          | Japanischer Sprecher (Seiyū) | Deutscher Sprecher        |
| -------------- | ---------------------------- | ------------------------- |
| Taku Morisaki  | Nobuo Tobita                 | Nico Sablik               |
| Rikako         | Yōko Sakamoto                | Tanya Kahana              |
| Yutaka Matsuno | Toshihiko Seki               | Tobias Nath               |
| Yumi Kohama    | Kae Araki                    | Sonja Spuhl               |
| Taku's Mutter  | Ai Satō                      | Sabine Winterfeldt        |
| Akiko Shimizu  | Yuri Amano                   | Julia Ziffer              |
| Okada          | Jun'ichi Kanemaru            | Constantin von Jascheroff |
| Rikakos Vater  | Kinryuu Arimoto              | Thomas Schmuckert         |
| Tadashi Yamao  | Hikaru Midorikawa            | Robin Kahnmeyer           |

## Kritik
„Der bedächtig entwickelte Animationsfilm bemüht sich um ein erstaunliches Maß an "Realismus" und erzählt ohne Mätzchen eine bewegende Jugendgeschichte.“